# عمر گولن
عمر گولن (به انگلیسی: Omer Golan) مهاجم اهل اسرائیل است که از سال ۲۰۰۴ تا ۲۰۱۰ میلادی عضو تیم ملی فوتبال اسرائیل بوده و در ۳۷ بازی ملی حضور داشته است. عمر گولن توانسته در بازی‌های ملی، ۸ گل به ثمر برساند.